# Lake Ōkataina
Der Lake Ōkataina ist ein Kratersee im Rotorua District der Region Bay of Plenty auf der Nordinsel von Neuseeland.

## Geographie
Der See befindet sich rund 10,7 km östlich von Rotorua und ist einer von vier Seen, die sich von Südwesten nach Nordosten zwischen dem Lake Rotorua im Westen und dem Lake Tarawera im Süden des Sees aneinanderreihen. Mit einer Nord-Süd-Ausdehnung erstreckt sich der See über eine Länge von rund 7,13 km und misst an seiner breitesten Stelle rund 3,8 km in Ost-West-Richtung. Bei einer Uferlinie von rund 27,4 km dehnt sich der See über eine Fläche von rund 10,8 km² aus und besitzt ein Wassereinzugsgebiet von rund 59,8 km², hat aber als Kratersee keinen Abfluss und keine oberflächennahe Verbindung mehr zum Lake Tarawera.
Südwestlich des Lake Ōkataina befinden sich in Folge der Lake Ōkareka, rund 2,35 km entfernt, der Tikitapu/Blue Lake, rund 6,17 km entfernt und als letzter der vier Seen, der Lake Rotokākahi / Green Lake, rund 7,25 km entfernt.
Eingebettet ist der Lake Ōkataina von bis zu 873 m hohen Bergen, die bis zu 84,1 % von einheimischem Wald bedeckt sind sowie zu 7,8 % von exotischem Wald und zu 7,8 % landwirtschaftlich genutzt werden.
Zu erreichen ist der See von Rotorua aus über die Uferstraße des Lake Rotoiti, die hier zugleich den New Zealand State Highway 30 darstellt und anschließend über die Lake Okataina Road nach Süden zum See.

## Geologie
Der See wurde vor ca. 7000 Jahren durch vulkanische Aktivitäten in dem Gebiet des Ōkataina Volcanic Centre gebildet. Einst Teil des Lake Tarawera floss nach einem Ausbruch rhyolitische Lava in den See, trennte den nördlichen Teil ab und formte somit den Lake Ōkataina. Damit verlor der Teil auch einen geregelten Wasserabfluss, was dazu führen kann, dass der Seelevel zeitweise bis zu 10 m in seiner Höhe variieren kann.

## Wanderweg
Der Eastern Okataina Walkway, der zeitweise nahe an der östlichen Seite von Nord nach Süd entlangläuft und der Western Okataina Walkway, der an der westlichen Seite des Sees in den Höhenlagen der angrenzenden Berge verläuft, sind die beiden einigen Wanderwege entlang des Sees.